# Район «Пасифик-Хайтс»
«Район „Пасифик-Хайтс“» (англ. Pacific Heights) — кинофильм режиссёра Джона Шлезингера.

## Сюжет
Молодая пара покупает дом в престижном районе Сан-Франциско. Они ремонтируют его и, чтобы расплатиться с банком, решают сдать первый этаж. Картер Хэйс кажется им хорошим, ответственным квартирантом. Но когда Хэйс въезжает, он начинает превращать жизнь своих арендодателей в настоящий кошмар, чтобы отобрать у них дом.

## В ролях
- Майкл Китон — Картер Хэйс
- Мелани Гриффит — Пэтти Палмер
- Мэттью Модайн — Дрейк Гудман
- Лори Меткалф — Стэфани МакДоналд
- Нобу МакКарти — Мира Ватанабэ
- Мако — Тосио Ватанабэ
- Даббс Грир — мистер Тэйер
- Дэн Хедайя — банкир
- Беверли Д’Анджело — Энн Миллер

## История проката

### Даты премьер
Даты приведены в соответствии с данными IMDb.
- США — 28 сентября 1990
- Германия — 13 декабря 1990
- Португалия — 21 декабря 1990
- Дания — 11 января 1991
- Финляндия — 18 января 1991
- Швеция — 18 января 1991
- Япония — 19 января 1991
- Нидерланды — 25 января 1991
- Франция — 30 января 1991
- Великобритания — 22 февраля 1991
- Бразилия — март 1991
- Аргентина — 7 марта 1991
- Австралия — 4 апреля 1991
- Венгрия — 13 сентября 1991

Другие переводы названия фильма — «Жилец», «Тихоокеанские высоты».